# 캐논 EOS 1100D
캐논 EOS 1100D(Canon EOS 1100D)는 2011년 2월 7일 발표된 캐논 주식회사의 입문자 용 디지털 SLR이다. 북미에서는 Digital Rebel T3, 일본에서는 EOS Kiss X50 이란 상품명을 가진다. 경쟁 모델로는 소니의 A290, 니콘의 D3100 등이 있다. 새롭게 설계된 18-55mm f3.5-5.6 IS II 렌즈와 함께 세트로 599.99달러에 출시되었다.

## 1000D보다 향상된 기능
- 1220만 화소로 증가
- ISO 최댓값이 6400으로 증가, 고감도 노이즈 수준 향상
- 자동 초점 포인트가 9개로 증가
- 뷰파인더 배율 0.87배로 향상
- LCD 크기가 2.7인치로 커짐
- HD(1280 × 720) 동영상 30fps로 촬영 가능
- 63분할 측광[1]

## 600D와 비교
- 크기가 더 작고, 무게가 가벼움
- 작은 뷰파인더, 적은 화소수
- 작은 LCD. 접안 센서[2] 가 없음
- ISO를 6400까지만 설정 가능
- 연사 속도가 3fps
- 2.7인치 23만 화소의 고정형 LCD
- 노출 보정이 +/- 2스탑까지 가능
- Full HD 동영상 촬영 불가
- 가운데 자동초점 포인트가 f5.6 대응이기 때문에 f2.8보다 정확도가 떨어짐

## 사진

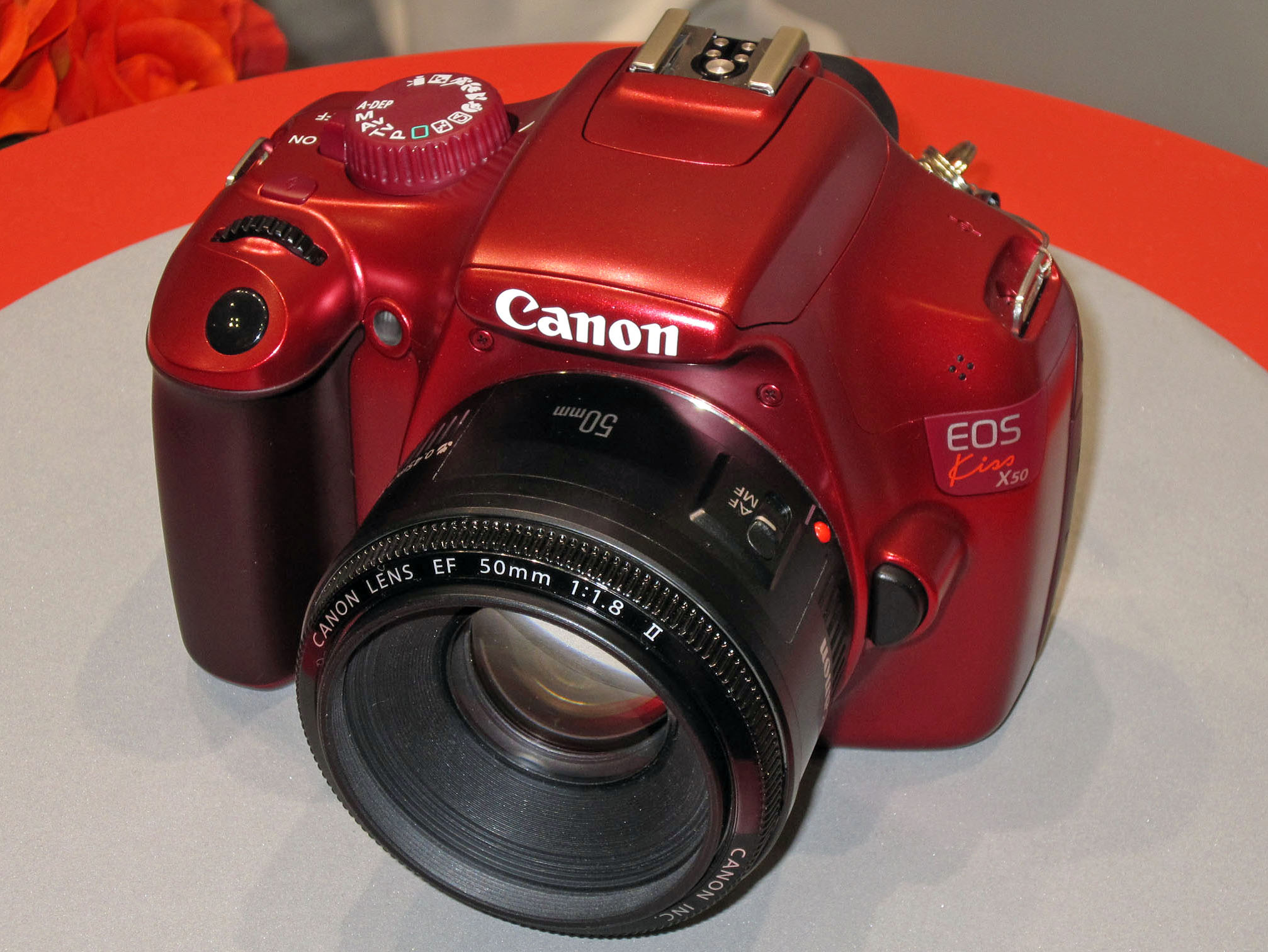

## 같이 보기
- 캐논
- 캐논 EOS
- 캐논 EF 마운트
- 캐논 EF-S 마운트